# Marton Reservoirs (nördlicher Stausee)
Die Marton Reservoirs sind zwei hintereinanderliegende und zur Wasserversorgung dienende Stauseen im Rangitikei District der Region Manawatū-Whanganui auf der Nordinsel von Neuseeland.

## Geographie
Der nördliche Stausee der Marton Reservoirs befindet sich rund 7,5 km nördlich der kleinen Stadt Marton und rund 6,3 km nordwestliche des New Zealand State Highway 1 sowie rund 6,6 km südöstlich des Turakina River. Der See, dessen Stauziel auf eine Höhe von 242 m angelegt ist, umfasst eine Fläche von rund 6 Hektar, bei einer Länge von rund 370 m und einer maximalen Breite von rund 175 m.
Gespeist wird der See durch den von Nordnordosten zulaufenden Tutaenui Stream. Die Entwässerung findet hingegen über einen Überlauf in den direkt südlich angrenzenden und 10 m tiefer gelegenen zweiten Stausee statt.